# Ушатый, Юрий Васильевич Большой
Князь Юрий Васильевич Ушатый по прозванию Большой — воевода во времена правления Василия III Ивановича и Ивана IV Васильевича Грозного.
Из княжеского рода Ушатые. Старший сын князь Василия Фёдоровича Ушатого. Имел братьев, князей: Василия Чулка, Ивана Третьяка, Бориса и Юрия Меньшого.

## Биография
В 1519 году первый воевода в Туле. В 1520 году пятый воевода в Серпухове. В 1521 году шестой воевода в Нижнем Новгороде. В 1524 году первый воевода войск левой руки судовой рати в Казанском походе с царём Шихалеем. В 1527 году седьмой воевода в Коломне, откуда велено ему идти в Нижний Новгород, где в 1528 году сперва четвёртый, а потом пятый воевода. В 1529 году воевода Передового полка конной рати в Казанском походе, а по окончании похода, послан четвёртым воеводою на берег Оки в связи с крымской угрозой. В 1531 году второй воевода на Оке, на Сенькином броде. В 1532 году воевода войск под Хотяинцовым. В 1533 году при нашествии Ислам-хана, послан воеводой в Коломну. В 1535 году воевода в Почепе, отражая осаду города-крепости литовцами был ранен. В 1536 году четвёртый воевода в Молвятицах.

## Семья
От брака с неизвестной имел детей:
- Князь Ушатый Даниил Юрьевич — в марте 1544 года третий воевода первого Большого полка в казанском походе.
- Князь Ушатый Иван Юрьевич — в апреле 1549 года третий воевода четвёртого Передового полка в шведском походе.